# Adelssitz Krandorf

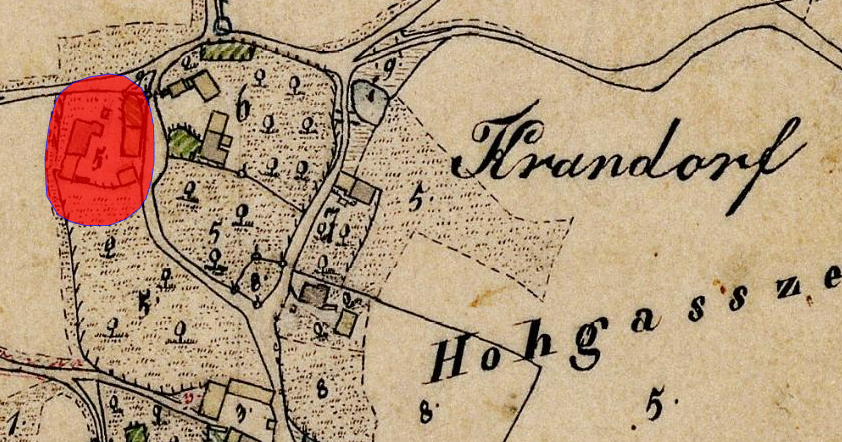
Lageplan des Adelssitzes Krandorf auf dem Urkataster von Bayern

Der abgegangene Adelssitz Krandorf  lag in Krandorf, einem Gemeindeteil der oberpfälzischen Stadt Neunburg vorm Wald im Landkreis Schwandorf. „Archäologische Befunde des mittelalterlichen und frühneuzeitlichen Adelssitzes und Landsassengutes Krandorf“ werden als Bodendenkmal unter der Aktennummer D-3-6639-0130 geführt.

## Beschreibung
Der Adelssitz lag im nördlichen Bereich von Krandorf. Der Platz ist heute modern überbaut (Anwesen Krandorf 5).